# Haworthia nigrata
Haworthia nigrata är en grästrädsväxtart som beskrevs av M. Hayashi. Haworthia nigrata ingår i släktet Haworthia och familjen grästrädsväxter. Inga underarter finns listade i Catalogue of Life.